# Aclastus minutus
Aclastus minutus är en stekelart som först beskrevs av Bridgman 1886.  Aclastus minutus ingår i släktet Aclastus och familjen brokparasitsteklar. Arten är reproducerande i Sverige. Inga underarter finns listade i Catalogue of Life.